# Canciller mayor del rey
El canciller mayor del rey tenía la función, según la RAE, de guardar el sello real y ponerlo en los despachos por sí o por sus tenientes.
En el caso del canciller mayor de Castilla, éste tenía a su cargo los sellos reales para autorizar cartas o provisiones regias hasta que el título fue honorífico y se vinculó en el arzobispo primado de Toledo.